# Chrysocythere keiji
Chrysocythere keiji is een mosselkreeftjessoort uit de familie van de Trachyleberididae. De wetenschappelijke naam van de soort is voor het eerst geldig gepubliceerd in 1961 door Ruggieri.